# Partit Comunista Guadalupeny
El Partit Comunista Guadalupeny (PCG) és un partit polític de Guadalupe d'ideologia comunista fundat el 30 de març de 1958 a Capesterre-Belle-Eau a partir de la secció local del Partit Comunista Francès. El seu secretari general és actualment Félix Flemin i manté una posició important dins el sindicat Confederació General del Treball de Guadalupe (CGTG). Edita el diari Nouvelles Étincelles.
El 1961 el Segon Congrés del partit identificava la unió total dels treballadors en la lluita per l'assoliment de l'autonomia interna de Guadalupe dins de la república francesa com la principal tasca política del partit. El Tercer Congrés del Partit, celebrat el 1964, va adoptar un programa polític, econòmic i social per a assolir l'autonomia, que cobreixi les demandes per a l'establiment de l'Assemblea Legislativa local i un òrgan executiu, la reforma agrària, la cooperació al desenvolupament, etc. El 1965 va esclatar un conflicte entre faccions en la direcció del partit. Una facció dissident va ser expulsada del partit el 1966-67. El quart congrés del partit es va celebrar el 1968. A partir de 1971 Guy Danent va ser el primer secretari del partit. Aleshores el partit tenia 1.500 membres. A les eleccions locals franceses de 1971 va obtenir 8 alcaldies.
El PCG ha enviat al llarg de la seva història dos diputats a l'Assemblea Nacional Francesa: han estat el farmacèutic Paul Lacave, alcalde de Capesterre-Belle-Eau el 1945-1977, i que fou diputat el 1967-1973, amb el 37,3% dels vots populars, i el professor de lletres Ernest Moutoussamy de 1981 fins a 1991, quan abandonà el Partit Comunista Guadalupenys en curs de mandat per a formar amb altres dissidents el Partit Progressista Democràtic Guadalupeny (PPDG), fundat el 1991.